# Pontili ACTV di Venezia

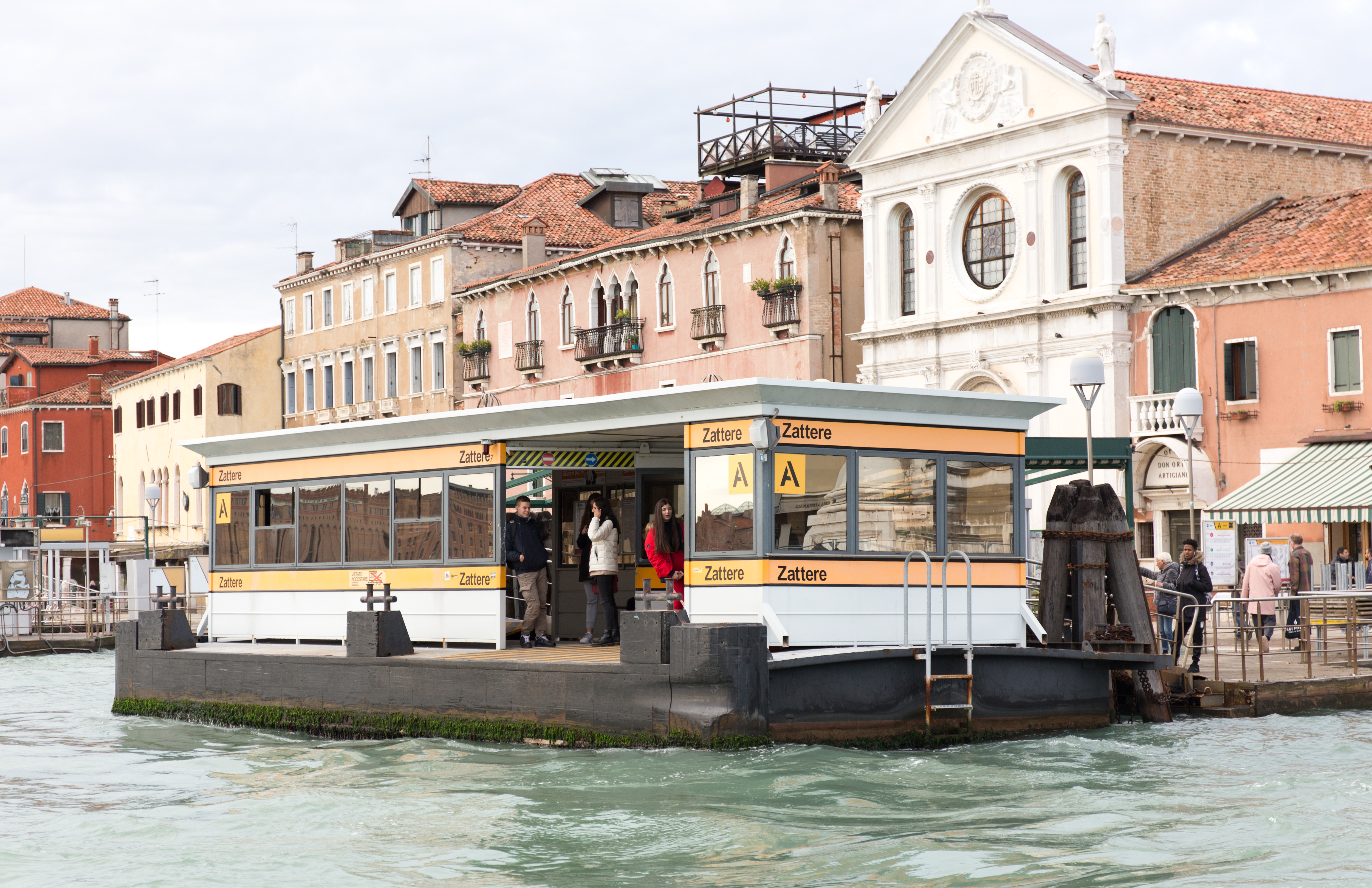
Pontone Actv della fermata Zattere

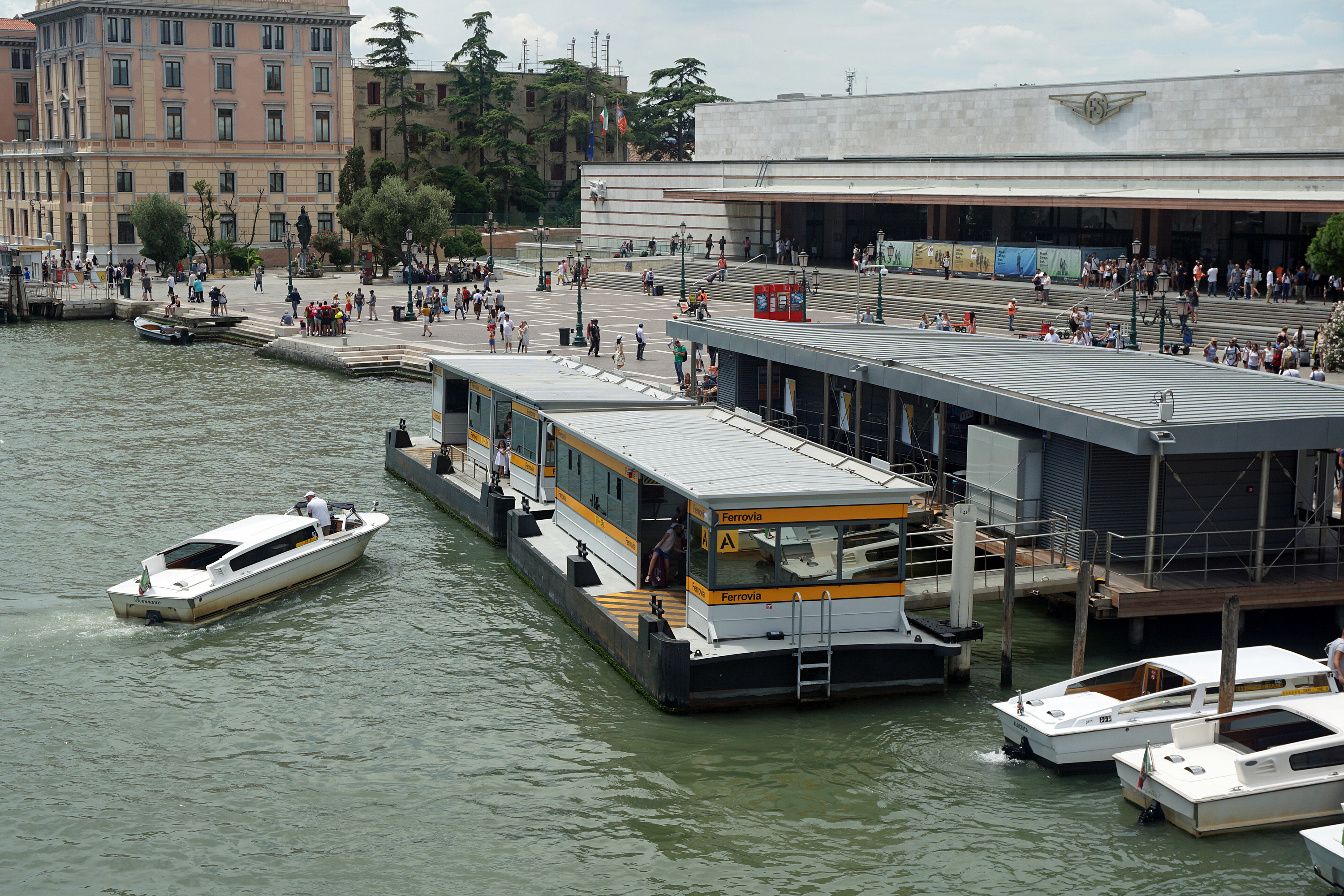
Pontoni Actv delle fermata Ferrovia

Il trasporto pubblico di linea a Venezia, effettuato dai vaporetti in servizio per l'Actv, è accessibile tramite i pontoni (localmente noti come imbarcadèri), equivalenti delle fermate per trasporto su gomma e su rotaia.

Tutti i pontoni Actv sono a cabina, esclusi Certosa, Lazzaretto Novo, Torcello, Lido San Nicolò (Ferry), San Servolo, San Lazzaro e San Giuliano.
Elenco per zone:
| Pontone                     | Cabine | Sestiere                      | Linee                                                                             |
| --------------------------- | ------ | ----------------------------- | --------------------------------------------------------------------------------- |
| Fondamente Nove             | 4      | Cannaregio                    | 4.1 - 4.2 - 5.1 - 5.2 - 12 - 13 - 22 - B - Notturno Murano - Notturno Laguna Nord |
| Madonna dell'Orto           | 1      | Cannaregio                    | 4.1 - 4.2 - 5.1 - 5.2 - A                                                         |
| Sant'Alvise                 | 1      | Cannaregio                    | 4.1 - 4.2 - 5.1 - 5.2                                                             |
| Tre Archi                   | 1      | Cannaregio                    | 5.1 - 5.2 - 22                                                                    |
| Crea                        | 1      | Cannaregio                    | 4.1 - 4.2                                                                         |
| Guglie                      | 2      | Cannaregio                    | 4.1 - 4.2 - 5.1 - 5.2 - A                                                         |
| San Marcuola-Casinò         | 2      | Cannaregio                    | 1 - 2 - N                                                                         |
| Ca' d'Oro                   | 1      | Cannaregio                    | 1 - N                                                                             |
| Ferrovia                    | 5      | Cannaregio                    | 1 - 2 - 2/ - 3 - 4.1 - 4.2 - 5.1 - 5.2 - N                                        |
| San Marco San Zaccaria      | 8      | Castello                      | 1 - 2 - 4.1 - 4.2 - 5.1 - 5.2 - 7 - 10 - 14 - 15 - 19 - 20 - B - R                |
| Arsenale                    | 2      | Castello                      | 1 - 4.1 - 4.2 - B                                                                 |
| Giardini                    | 2      | Castello                      | 1 - 2 - 8 - N                                                                     |
| Giardini Biennale           | 2      | Castello                      | 4.1 - 4.2 - 5.1 - 5.2 - 6                                                         |
| Sant'Elena                  | 2      | Castello                      | 1 - 4.1 - 4.2 - 5.1 - 5.2 - 6                                                     |
| San Pietro di Castello      | 1      | Castello                      | 4.1 - 4.2 - 5.1 - 5.2                                                             |
| Bacini                      | 1      | Castello                      | 4.1 - 4.2 - 5.1 - 5.2 - 22 - B                                                    |
| Celestia                    | 1      | Castello                      | 4.1 - 4.2 - 5.1 - 5.2                                                             |
| Ospedale                    | 1      | Castello                      | 4.1 - 4.2 - 5.1 - 5.2 - 22 - B                                                    |
| Zattere                     | 3      | Dorsoduro                     | 2 - 5.1 - 5.2 - 6 - 8 - 10 - 16 - B - N                                           |
| San Basilio                 | 1      | Dorsoduro                     | 2 - 6 - 8 - N                                                                     |
| Stazione Marittima          | 1      | Dorsoduro                     | B                                                                                 |
| Spirito Santo               | 1      | Dorsoduro                     | 5.1 - 5.2                                                                         |
| Salute                      | 1      | Dorsoduro                     | 1                                                                                 |
| Accademia                   | 2      | Dorsoduro                     | 1 - 2 - N                                                                         |
| Ca' Rezzonico               | 1      | Dorsoduro                     | 1                                                                                 |
| Santa Marta                 | 1      | Dorsoduro                     | 4.1 - 4.2 - 5.1 - 5.2 - 6                                                         |
| Piazzale Roma               | 6      | Santa Croce                   | 1 - 2 - 2/ - 3 - 4.1 - 4.2 - 5.1 - 5.2 - 6 - N                                    |
| Riva de Biasio              | 2      | Santa Croce                   | 1 - 5.1 - 5.2 - N                                                                 |
| San Stae                    | 1      | Santa Croce                   | 1 - N - A                                                                         |
| Tronchetto Mercato          | 1      | Tronchetto                    | 2 - N                                                                             |
| San Marco Vallaresso        | 2      | San Marco                     | 1 - 2 (estivo dir. Lido) - N                                                      |
| San Marco Giardinetti       | 2      | San Marco                     | 2 (dir. P.le Roma) - 10 - A - B                                                   |
| Santa Maria del Giglio      | 1      | San Marco                     | 1                                                                                 |
| San Samuele                 | 1      | San Marco                     | 2 - N                                                                             |
| Sant'Angelo                 | 1      | San Marco                     | 1 - A                                                                             |
| Rialto                      | 4      | San Marco                     | 1 - 2 - 2/ - N - A                                                                |
| San Tomà                    | 2      | San Polo                      | 1 - 2 - N                                                                         |
| San Silvestro               | 1      | San Polo                      | 1                                                                                 |
| Rialto Mercato              | 1      | San Polo                      | 1 - N                                                                             |
| Sacca Fisola                | 2      | Giudecca                      | 2 - 4.1 - 4.2 - 8 - N                                                             |
| Palanca                     | 2      | Giudecca                      | 2 - 4.1 - 4.2 - 5.1 (serale) - 5.2 (serale) - 8 - N                               |
| Redentore                   | 1      | Giudecca                      | 2 - 4.1 - 4.2 - 8 - N                                                             |
| Zitelle                     | 2      | Giudecca                      | 2 - 4.1 - 4.2 - 8 - B - N                                                         |
| Alberoni Rocchetta          | 1      | Lido di Venezia               | 11                                                                                |
| Lido San Nicolò (Ferry)     | 2      | Lido di Venezia               | 17                                                                                |
| Lido San Nicolò             | 1      | Lido di Venezia               | 8 - 14 - 18                                                                       |
| Lido Santa Maria Elisabetta | 5      | Lido di Venezia               | 1 - 2 - 5.1 - 5.2 - 6 - 8 - 10 - 11 - 14 - 18 - B - R - N                         |
| Lido Casinò                 | 1      | Lido di Venezia               | 20 (attivo solo durante la Mostra del Cinema)                                     |
| Murano Colonna              | 3      | Murano                        | 3 - 4.1 - 4.2 - 7 - 18 - B - G - Notturno Murano                                  |
| Murano Faro                 | 2      | Murano                        | 3 - 4.1 - 4.2 - 7 - 12 - 13 - 18 - Notturno Murano - Notturno Laguna Nord         |
| Murano Navagero             | 1      | Murano                        | 3 - 4.1 - 4.2 - 7 - 18 - Notturno Murano                                          |
| Murano Museo                | 2      | Murano                        | 3 - 4.1 - 4.2 - R - Notturno Murano                                               |
| Murano Da Mula              | 1      | Murano                        | 3 - 4.1 - 4.2 - Notturno Murano                                                   |
| Murano Venier               | 1      | Murano                        | 3 - 4.1 - 4.2 - Notturno Murano                                                   |
| Murano Serenella            | 1      | Murano                        | 4.1 - 4.2 - Notturno Murano                                                       |
| Sant'Erasmo Capannone       | 1      | Sant'Erasmo                   | 13 - Notturno Laguna Nord                                                         |
| Sant'Erasmo Chiesa          | 1      | Sant'Erasmo                   | 13 - Notturno Laguna Nord                                                         |
| Sant'Erasmo Punta Vela      | 1      | Sant'Erasmo                   | 13 - Notturno Laguna Nord                                                         |
| San Giorgio                 | 1      | San Giorgio Maggiore          | 2 - N                                                                             |
| Torcello                    | 1      | Torcello                      | 9 - 12 - Notturno Laguna Nord                                                     |
| Burano                      | 3      | Burano                        | 9 - 12 - Notturno Laguna Nord                                                     |
| Mazzorbo                    | 1      | Burano                        | 12 - Notturno Laguna Nord                                                         |
| Pellestrina                 | 1      | Pellestrina                   | 11                                                                                |
| Pellestrina Caroman         | 1      | Pellestrina                   | 11                                                                                |
| Cimitero                    | 1      | Isole della Laguna di Venezia | 4.1 - 4.2                                                                         |
| San Servolo                 | 1      | Isole della Laguna di Venezia | 20                                                                                |
| San Lazzaro                 | 1      | Isole della Laguna di Venezia | 20                                                                                |
| Certosa                     | 1      | Isole della Laguna di Venezia | 4.1 - 4.2 - 5.1 (serale) - 5.2 (serale) - R                                       |
| Vignole                     | 1      | Isole della Laguna di Venezia | 13 - Notturno Laguna Nord                                                         |
| Lazzaretto Nuovo            | 1      | Isole della Laguna di Venezia | 13                                                                                |
| Fusina                      | 1      | Terraferma                    | 16                                                                                |
| San Giuliano                | 1      | Terraferma                    |                                                                                   |
| Aeroporto Marco Polo        | 2      | Terraferma                    | A - B - R                                                                         |
| Treporti                    | 1      | Terraferma                    | 12 - 13 - Notturno Laguna Nord                                                    |
| Punta Sabbioni              | 2      | Terraferma                    | 12 - 14 - 14L - 15 - 17 - 22 - Notturno Laguna Nord                               |